# ネフ反応
ネフ反応（ネフはんのう、Nef reaction）とは有機化学反応のひとつで、α位に水素を持つ脂肪族ニトロ化合物から塩基で発生させたカルバニオンに酸を作用させ、ケトンまたはアルデヒド、そして一酸化二窒素 (N2O) へと加水分解する反応のこと。
この反応は 1894年に J.U.ネフにより報告されたもので、反応の名称は彼にちなむ。その報告はニトロエタンから発生させたカルバニオンのナトリウム塩に対して硫酸を反応させ、収率 85-89% の一酸化二窒素と 70%以上のアセトアルデヒドを得たというものであった (R = CH3, R' = H)。 しかし実際にこの形式の反応を最初に報告したのは 1893年の Konovalov であり、彼は 1-フェニルニトロエタンのカリウム塩と硫酸からアセトフェノンを得ていた (R = Ph, R' = CH3)。
同様に、α-ニトロカルバニオンをケトンに変換するために、オゾン、ルイス酸を用いる手法もある。